# بندقية إنساس
بندقية إنساس (بالإنجليزية: INSAS rifle)‏ هي بندقية اقتحام تصنع في الهند.
كلمة إنساس هي تعريب الاختصار (بالإنجليزية: Indian Small Arms System)‏ أو النظام الهندي للأسلحة الصغيرة.